# Pareugyrioides digitus
Pareugyrioides digitus är en sjöpungsart som beskrevs av Monniot 1997. Pareugyrioides digitus ingår i släktet Pareugyrioides och familjen kulsjöpungar. Inga underarter finns listade i Catalogue of Life.